# Arlene Boxhall
Arlene Nadine Boxhall (Mufulira, 9 de octubre de 1961) es una exjugadora zimbabuense de hockey sobre césped.

## Trayectoria
Boxhall formó parte a la selección de Zimbabue que participó en los Juegos Olímpicos de Moscú 1980. El seleccionado africano disputó el torneo debido al boicot que realizaron varios países a la competencia y a la invitación para participar en la cita olímpica. En el certamen ganó la primera y única medalla de oro de su selección.